# Gekko jinjiangensis
Gekko jinjiangensis — вид ящірок родини геконових (Gekkonidae). Описаний у 2021 році.

## Поширення
Ендемік Китаю. Поширений у середньої течії річки Цзіньша у провінціях Сичуань та Юньнань, на висотах 2000—2476 м над рівнем моря.

## Спосіб життя
Нічний вид. Мешкає серед чагарників на сухих скелях та стінах будівель.